# Amyraldianizm
Amyraldianizm (nazywany także: Amyraldizm, Szkoła z Saumur, Hipotetyczny uniwersalizm, Post-redemptoryzm), to zmodyfikowana forma kalwinizmu, odrzucająca doktrynę „ograniczonego zbawienia” i głosząca, że Chrystus umarł dla zbawienia wszystkich ludzi, nie tylko wybranych.
Twórcą doktryny był Moïse Amyraut – francuski teolog kalwiński z Saumur, który w 1634 opublikował Traité de la predestination (Traktat o predestynacji). Dzieło to podważało kalwińską doktrynę o „podwójnej predestynacji” tj. przeznaczeniu przez Boga jednych ludzi do zbawienia, a innych na potępienie oraz głosiło, że Chrystus umarł dla zbawienia wszystkich ludzi. Amyraldianizm starał się pogodzić ortodoksyjny kalwinizm z arminianizmem, wprowadzając dodatkową tezę, że Bóg jednak wybrał niektórych ludzi, aby uwierzyli w Chrystusa.
Amyraldianizm wywołał burzliwą dyskusję w Kościołach reformowanych; niektóre uznały, że jest on zgodny z naukami Kalwina, podczas gdy inne (głównie niemieckie i angielskie) odrzucały go. Jednym z głównych przeciwników amyraldianizmu był François Turretin z Genewy.
We Francji amyraldianizm był zaakceptowany przez miejscowy Kościół ewangelicko-reformowany (Synody Alençon 1637, Charenton 1645 i w Loudun, 1659 nie potępiły tej doktryny), jednak nasilone represje przeciwko kalwinistom po odwołaniu edyktu nantejskiego, spowodowały powrót tego Kościoła do ortodoksyjnej doktryny kalwinizmu.
Obecnie amyraldianizm istnieje głównie wśród kongregacjonalistów w Wielkiej Brytanii i USA.